# ایتارو ماتسودا
ایتارو ماتسودا (ژاپنی: 松田 詠太郎؛ زادهٔ ۲۰ مهٔ ۲۰۰۱) یک بازیکن فوتبال اهل ژاپن است.
از باشگاه‌هایی که در آن بازی کرده‌است می‌توان به باشگاه فوتبال یوکوهاما مارینوس اشاره کرد.